# Lista czasopism ornitologicznych
Poniższa lista zawiera czasopisma naukowe i magazyny nawiązujące swoją tematyką do ornitologii i  obserwacji ptaków (birdwatching) ukazujące się na całym świecie. Ułożona jest w kolejności miejsca publikowania.

## Europa
- Acrocephalus (Słowenia), DOPPS
- Acta Ornithologica –  (Polska)
- Alauda (Francja) (1990-) –  czasopismo wydawane pod auspicjami La Société d’Etudes Ornithologiques de France (S.E.O.F.) (pol. Francuskie Towarzystwo Badań Ornitologicznych) działające przy Muzeum Historii Naturalnej w Paryżu; numery z lat 1929–1973
- Alula
- Aquila
- Ardea –
- Ardeola (Hiszpania) (1954-) –  czasopismo wydawane przez Spanish Society of Ornithology (pol. Hiszpańskie Towarzystwo Ornitologiczne)
- Avian Science –  (2001–2003) czasopismo wydawane przez European Ornithologists’ Union
- Avicultural Magazine (Wielka Brytania) –  czasopismo wydawane przez The Avicultural Society
- Bird Study (Wielka Brytania) –  czasopismo wydawane przez British Trust for Ornithology
- Birding Scotland (Szkocja)
- Birding World
- Birdwatch
- Bird Watching
- British Birds (Wielka Brytania)
- Bulletin of the British Ornithologists’ Club (Wielka Brytania) –  (numery 1892–2008 bez opłat w BHL: )
- Buteo
- Central European Journal of Biology
- Columba
- Cork Bird Report (Irlandia) –
- Cotinga –
- Crex
- Dutch Birding (Holandia)
- Der Falke –
- Hirundo (Estonia) –  czasopismo wydawane przez Estonian Ornithological Society (EOS)
- Ibis (Wielka Brytania) (1859-) – British Ornithologists’ Union (Wielka Brytania) –
- Irish Birding News (Irlandia)
- Irish Birds (Irlandia)
- Journal of Avian Biology –  czasopismo wydawane przez Nordic Society Oikos
- Journal of Ornithology – (Niemcy)
- Neotropical Birding –  czasopismo wydawane przez Neotropical Bird Club
- Ornis Fennica (Finlandia) –  czasopismo wydawane przez BirdLife Finland
- Ornithos (Francja) (1994-) –
- Otus
- Panurus
- Ptaki Polski –  (Polska)
- Ptaki Śląska –  (Polska)
- Revista Catalana d'Ornitologia –
- Ringing and Migration
- Scottish Birds (Szkocja)
- Sluka
- Sylvia
- Tichodroma
- Die Vogelwelt –
- World Birdwatch

## Ameryka Północna
- Alabama Birdlife
- Audubon Magazine (USA) –
- The Auk, American Ornithologists' Union AOU (pol. Amerykańska Unia Ornitologiczna) – (USA) – Numery wydawane od 1884 do 1920: ; kompletne numery 1-116 (1884-1999) udostępnione darmowo w postaci plików PDF w serwisie SORA
- Avian Conservation and Ecology - Écologie et conservation des oiseaux –
- Backyard Bird Newsletter
- Birder's World
- Birding
- Birding Business
- Bird Watcher's Digest
- Canadian Field-Naturalist
- Cassinia
- Chat
- The Condor – Cooper Ornithological Society (USA) – Numery wydane po 2000 (abstrakty, pełne wersje płatne) ; kompletne numery 1–102 (1899–2000) udostępnione darmowo w postaci plików PDF w serwisie SORA
- ‘Elepaio, Hawaii Audubon Society (USA) – darmowy dostęp do numerów 63–72
- Florida Field Naturalist
- Journal of Field Ornithology – Association of Field Ornithologists (USA) – Kompletne numery 51–70 (1980–1999) i poprzednik publikacji Bird-Banding udostępnione darmowo w postaci plików PDF w serwisie SORA
- Journal of Raptor Research
- Kentucky Warbler
- Kingbird
- Marine Ornithology –
- Maryland Birdlife
- Michigan Birds and Natural History
- Migrant
- Mississippi Kite
- Nebraska Bird Review
- North American Bird Bander
- North American Birds
- Oregon Birds
- Pacific Seabirds
- Passenger Pigeon The Passenger Pigeon oficjalna publikacja edukacyjna Wisconsin Society for Ornithology (pol. Towarzystwo Ornitologiczne Wisconsin)
- Redstart
- South Dakota Bird Notes
- Utah Birds
- Waterbirds
- Western Birds
- The Wilson Journal of Ornithology (poprzedni The Wilson Bulletin (do 2006)), Wilson Ornithological Society (USA) – Kompletne numery 1–111 (1889–1999) udostępnione darmowo w postaci plików PDF w serwisie SORA

## Bliski Wschód
- Sandgrouse

## Afryka
- Bulletin of the African Bird Club
- Ostrich
- Scopus

## Azja
- Forktail
- Indian Birds
- Japanese Journal of Ornithology (Japonia) –
- Journal of the Yamashina Institute for Ornithology –
- Kukila (Biuletyn wydawany pod auspicjami Indonesian Ornithologists' Union – IdOU) –
- BirdingASIA (poprzednio OBC Bulletin), Oriental Bird Club – , OBC Bulletin
- Ornithological Science –

## Australia i Oceania
- Australian Field Ornithology
- Corella
- Emu, Royal Australasian Ornithologists Union (Australia) –
- Notornis –  (zawiera także czasopisma: Southern Bird (2000-), OSNZ News (1977–1999), OSNZ Bulletins & Reports (1940–1942))
- Stilt
- Tattler
- Te Manu, Société d'Ornithologie de Polynésie (pol. Polinezyjskie Towarzystwo Ornitologiczne) –
- Wingspan

## Ameryka Południowa
- Atualidades Ornitológicas –
- Ararajuba/Revista Brasileira de Ornitologia –
- Boletín de la Sociedad Antioqueña de Ornitología –
- Cotinga
- Neotropical Birding
- Ornitología Neotropical
- Revista Ornitología Colombiana –

## Inne
- Birds & Blooms –  – czasopismo poświęcone roślinom, ptakom i motylom